# Takuya Shiihara
Takuya Shiihara (japanisch 椎原 拓也 Shiihara Takuya; * 9. Juli 1980 in der Präfektur Kagoshima) ist ein ehemaliger japanischer Fußballspieler.

## Karriere
Shiihara erlernte das Fußballspielen in der Schulmannschaft der Kagoshima Jitsugyo High School. Seinen ersten Vertrag unterschrieb er 1999 bei Osaka Gas SC. 2004 wechselte er zum Erstligisten JEF United Ichihara. 2006 wechselte er zum Zweitligisten Mito HollyHock. Für den Verein absolvierte er 88 Ligaspiele. Ende 2008 beendete er seine Karriere als Fußballspieler.